# Ле Пик, Шарль
Шарль Ле Пик (фр. Charles Le Picq (иногда встречается написание Lepic); 1744, Неаполь — 1806, Санкт-Петербург, Россия) — французский танцовщик и хореограф, ученик и последователь реформаторских идей Ж.-Ж. Новерра.

## Биография
Родился в семье известного танцовщика, который и стал самым первым педагогом собственному сыну; семья постоянно разъезжала по гастролям, и маленький Шарль привык к постоянным сменам жилья.
С 1761 по 1764 годы обучался в Штутгарте у выдающегося балетного танцора и хореографа, новатора и теоретика балетного искусства Ж.-Ж.Новерра. Эти уроки сыграли огромную роль в творчестве Ле Пика — он стал пропагандистом реформ своего учителя. Будучи танцовщиком деми-характерного плана, под воздействием Новерра Ле Пик постепенно сменил несколько вычурную манеру, типичную для стиля рококо, на более естественную и живую, особенно это касалось игры в мимических сценах, которым Новерр придавал огромное значение. В течение нескольких лет он работал в разных европейских балетных труппах: в Варшаве — 1765 (Русская энциклопедия балета называет 1764 год), Вене (1765), в Венеции — 1769, Милане — 1773 и Неаполе. В 1775 году его учитель Ж.-Ж. Новерр был назначен главным балетмейстером балетной труппы Парижской оперы (l’Opéra de Paris) и пригласил туда Шарля Ле Пика. С 1776 по 1781 гг. Ле Пик работал в Парижской опере, где стал постоянным партнером выдающейся балерины Мари-Мадлен Гимар. Однако творческая атмосфера в Парижской опере была непростой: реформаторские взгляды Новерра не находили понимания как у многих танцоров, желавших работать в устоявшихся и привычных для них рамках, так и у театральных завсегдатаев. Новерр получил приглашение в лондонский театр «Друри-Лейн» и покинул пост в Парижской опере. В 1782 году Ле Пик тоже уехал в Лондон вместе с Новерром. Там, в Лондоне, под руководством своего педагога он начал ставить самостоятельно свои первые хореографические композиции. Сам Ж.-Ж. Новерр высоко ценил своего верного ученика и отзывался о нём в своей известной книге: Шарль Ле Пик «довёл своё искусство до совершенства».
1783—1785 — балетмейстер Королевского театра в Лондоне.

### В России
В 1787 году Шарль Ле Пик был приглашен в Россию, в Санкт-Петербург, куда он и прибыл со своей семьей: женой балериной Гертрудой Росси и её сыном, то есть своим пасынком, 11-летним Карло Джованни Росси, — на должность первого танцора императорской труппы, а в 1792 он стал там же главным балетмейстером и занимал эту должность вплоть до 1799. В России он стал провозвестником и первым пропагандистом новаторских идей своего учителя Ж.-Ж.Новерра. Он перенес на Петербургскую сцену несколько его балетных спектаклей и поставил собственные представления, основанные тоже на эстетике реформаторских взглядов Новерра. А кроме того, он стал организатором издания на русском языке главного труда своего педагога — многотомной книги «Записки о танце и балете» (фр. «Lettres sur la danse et les ballets», первое издание в Лионе и Штутгарте в 1760 году), вышедшей в Петербурге под названием «Письма о танце» в 1803—1804 годах — эта работа выдержала несколько изданий и переиздается в том же переводе вплоть до настоящего времени. Известный русско-французский балетный деятель Б. Кохно через много лет сказал: «Новер преобразил танец своей эпохи, а его балет-пантомима достиг России благодаря его ученику Ле Пику».
Для творчества Ле Пика были характерны постановки медленных адажио с позировками, он вносил в аллегро прыжки с заносками и пируэты — все то, что плотно вошло в практику русского балетного исполнительского искусства.
В 1799 Ле Пик был отстранён от должности главного балетмейстера, однако оставался в Петербурге и продолжал служить там же, на императорской сцене, как танцовщик. Кроме того, он преподавал французскую манеру танца в петербургской театральной школе и в крепостном театре Н. П. Шереметева.
В конце жизни Ле Пик неоднократно ставил дворцовые празднества при дворе Екатерины II. В Петербурге он оставался до конца своих дней, там же и скончался.
Его деятельность в России стала продолжением воцарения на русской сцене французской балетной школы (одновременно в России господствовала и итальянская хореографическая школа, привезенная итальянскими хореографами: Гаспаро Анжиолини, Джузеппе (или в переделке на русский язык Иосиф) Канциани), заложенной ещё танцовщиком Ж.-Б.Ланде во время царствования Анны Иоанновны; Шарль Ле Пик окончательно упрочил в русском балете французский стиль, хотя при этом не чурался работы и с итальянскими мастерами.
Считается, что своей деятельностью в Петербурге он подготовил и открыл путь другому выдающему французскому хореографу, занявшему пост главному балетмейстера императорских театров в 1801 году, — Шарлю Дидло.

### Личная жизнь
Дж.-Дж. Казанова в своей известной книге «История моей жизни» называет его любовником Бинетти. Был женат на известной балерине Гертруде Росси и растил её сына, своего пасынка, будущего архитектора Карла Ивановича Росси.

## Творчество
Шарль Ле Пик исполнял главные партии в балетах известных балетмейстеров своего времени Новера, Ф. Гильфердинга, Г. Анджолини.

### Постановки
- 1770: Orfeo e Euridice (Венеция)
- 1771: I fatti d’Achille figlio di Peleo (Венеция)
- 1774: Aminta e Clori (Неаполь)
- 1777: Telemaco nell’isola di Calipso (Венеция)
- 1776: Капризы Галатеи композитора Ж.-Ж. Родольфа, партия: Пастух[6] (Парижская опера)
- 1778: Апеллес и Кампаспа, Парижская опера
- 1782 или 1783[2]: «Похищение сабинянок» (Il ratto delle Sabine) Винчентио, музыка В. Мартин-и-Солера, балетмейстер Ле Пик (Королевский театр, Лондон)
- 1783: Les Épouses persanes (Лондон)
- «Жеманница» Борги, балетмейстер Ле Пик (Королевский театр, Лондон)
- 1783: «Обманутый опекун» (в других переводах «Обманутый учитель»[2]), композитор Мартини, балетмейстер Ле Пик (Королевский театр, Лондон)
- «Дон Жуан» Глюка, балетмейстер Ле Пик (Королевский театр, Лондон)
- «Любовь Александра и Роксаны» Бартелемона, балетмейстер Ле Пик (Королевский театр, Лондон)
- 1784: «Охота Генриха IV» (La Partie de chasse de Henri IV) Бартелемона, балетмейстер Ле Пик (Королевский театр, Лондон)
- 1784: Дезертир, балетмейстер Ж. Доберваль — партия Алексиса (Лондон)[1]
- 1785: «Каменный гость» (Le Convive de pierre), музыка Глюка (Королевский театр, Лондон)
- 1785: «Суд Париса» (Le Jugement de Pâris) Бартелемона, балетмейстер Ле Пик (Королевский театр, Лондон)
- 1785: «Макбет» по Шекспиру, по хореографии Локка (Королевский театр, Лондон; считается, что этой работой Ле Пик положил начало балетной шекспириане)[10]

Перенес на петербургскую сцену балеты Ж. Новерра:
- 1786: Анетта и Любен
- 1793: Амур и Психея на музыку В.Мартин-и-Солера (Новерр ставил балет с музыкой Ж.-Ж. Родольфа в Лондоне), Эрмитажном театре Санкт-Петербурга[11]
- 1796: Смерть Геркулеса В. Мартин-и-Солера;
- 1797: Медея и Язон Ж.-Ж. Родольфа
- 1797: Аделия де Понтье

Собственные авторские постановки в Петербурге:
- 1789: Дезертир, по хореографии Ж. Доберваля
- 1790: Своенравная пастушка
- 1790: танцы в спектакле «Начальное управление Олега» по сюжету Екатерины II с музыкой К. Каноббио, Дж. Сарти и В. А. Пашкевича (совместно с Д. Канциани[3])
- 1792: Дидона покинутая В. Мартин-и-Солера, сам же танцевал партию Энея
- 1795: Прекрасная Арсена
- 1795: Два маленьких савояра Далейрака (по другим версиям, автор музыки К. Каноббио[11])
- 1798: Любовь Байяра
- 1799: Танкред, сам же исполнил главную партию
- танцы в опере «Февей» В. А. Пашкевича.

## Память
В Павловске до 1939 года был Пиков переулок, названный по даче Ш. Ле Пика. Сейчас это улица Девятого Января.